# 日立テレビシティ
『日立テレビシティ』（ひたちテレビシティ）は、1982年4月21日から1986年4月12日まで、TBS系列局が編成していたTBS製作の単発特別番組枠である。日立製作所一社提供（『Holiday』から移行）。

## 概要
1970年の『時間ですよ』以来、『水曜劇場』は人気ドラマ枠だったが、1980年代に入ると、視聴率の不振が目立つようになった。このため、TBSでは営業と編成が連携して、スポンサーの枠移動を敢行、日立製作所の一社提供枠を水曜夜9時に置くことにした。当時水曜夜9時枠は、日本テレビ『水曜ロードショー』とテレビ朝日『欽ちゃんのどこまでやるの!』が強く、挟撃されていたTBSは、2ケタの視聴率を獲るのが困難になっていた。日立の意向は「ノンジャンルの特別番組を毎週放送したい」であった。
枠のタイトルは『水曜劇場』から『日立テレビシティ』に替わり、制作プロデューサーは、日立の3時間ドラマなどの縁もあり、大山勝美が担当することになった。また番頭格の制作マネージャーには峰岸進（のち横浜ベイスターズ球団社長）が就いた。オープニング番組は『テレビ・夢・未来』で司会は石坂浩二と宮崎美子。出演者がビートたけし、タモリ、筑紫哲也、竹村健一、中村メイコ。2週目からは青島幸男の直木賞受賞作『人間万事塞翁が丙午』が始まり、『人間万事～』終了後、本来の単発スペシャル企画がスタートしている。
初期のオープニングタイトルに使われていた一部のイラスト（宇宙船など）は、長岡秀星が手掛けたものであり、末期ではサウンドロゴのみを出す場合もあった。オープニングタイトルには「この番組は、技術の日立の提供でお送りします」の提供読みも含まれていたが、スポンサーは日立単独で、日立グループ各社の提供ではなかったため、日立の樹のCMは流されなかった。
1984年10月から同時間帯で『恋はミステリー劇場』のスタートに伴い、『日立テレビシティ』は土曜22:00枠へ移動した。1986年4月19日から後番組として『日立 世界・ふしぎ発見!』がスタートし、翌年10月からは土曜21:00枠に移動するが、引き続き、日立（1997年10月以降は日立グループ）一社提供枠は継続された。しかし、2024年3月の番組最終回をもって、日立グループによる一社提供枠も終了している。

## 放送時間の変遷
| 期間      | 期間      | 放送時間（日本標準時）     |
| --------- | --------- | -------------------------- |
| 1982.4.21 | 1982.9    | 水曜 21:00 - 21:55（55分） |
| 1982.10   | 1984.9    | 水曜 21:00 - 21:54（54分） |
| 1984.10.6 | 1986.4.12 | 土曜 22:00 - 22:54（54分） |

## 放送番組

### テレビドラマ
- 人間万事塞翁が丙午（主演：桃井かおり）
- アイコ十六歳（主演：伊藤つかさ→真野あずさ）
- 愛と炎の砂漠－時の扉－（主演：竹脇無我）1982年10月 全3回
- 王貞治物語（主演：佐藤達、特別出演：王貞治）
- ランドセルと目玉焼き（主演：渡瀬恒彦、小林綾子）1983年9月 全4回 ※このドラマの最終回をもって福島テレビでのネット打ち切り
- 輝きたいの（主演：今井美樹）：後にTBSチャンネルで再放送。
- 松田聖子のはじめての情事（主演：松田聖子）
- 決定版!蒲田行進曲（主演：大原麗子、沖雅也）
- Wの悲劇（主演：秋吉久美子）
- 昭和ラプソディ（服部良一を主人公にしたドキュメントドラマ。主演：財津和夫） 1985年2月23日・3月2日放送
- あの人は風でした 植村直己とその妻（主演：西川きよし、十朱幸代） 1985年6月22日・6月29日放送
- ほか

### バラエティ番組
- ニャロメのおもしろ数学教室（司会：石坂浩二&シュガー、出演：赤塚不二夫ほか、ニャロメの声：小島一慶、バカボンのパパの声：雨森雅司、ナレーター：家弓家正&常田富士男）
- プロ野球を100倍楽しく見る方法（生放送）
- シンデレラ・エクスプレス -48時間の恋人たち-
- ほか

### 音楽番組
- オフコーススペシャルNEXT
- ジョン・レノンよ永遠に（1982年）
- 廃盤ベストテン（懐メロのカウントダウン番組、1983年・1984年、司会：中尾ミエ・かまやつひろし・松居直美、レポーター：松宮一彦(当時局アナ)）
- ほか

### ドキュメンタリー番組
- 薬師丸ひろ子・セーラー服を脱いで…（1983年4月6日。大学受験のため前年から芸能活動を休止していた薬師丸が、芸能活動を再開するのに合わせたドキュメンタリー。21:00 - 22:24の拡大版、ナレーター：磯部勉、ほかレポーターとして小島一慶）
- ドキュメント タモリVS.ビートたけし（1984年10月27日）
- 新しい笑いをつくる〜オール阪神・巨人の爆笑漫才（1984年11月17日）
- こんにちは 動物の親子たち（1984年）
- ヴェニスが沈む!栄光と華麗な水と都の物語（1984年4月18日。出演：紺野美沙子。当時地盤沈下が進んでいた イタリア・ヴェニスの情報。ナレーター：宇野淑子(当時TBSアナウンサー)）
- 終着駅・津軽下北秋模様（1984年11月10日。青森県のローカル線を放送。放送された路線には青函連絡船を初め、同年に弘南鉄道に移管された国鉄黒石線、翌1985年に下北交通に移管された国鉄大畑線といった、後年廃止された路線も取り上げた）
- ヒグマが襲った!〜秘境・日高山脈にみる野性の恐怖〜（1984年12月29日。福岡大学ワンダーフォーゲル部ヒグマ事件を軸としたヒグマの生態についてのドキュメンタリー）
- 東海道新幹線 驀進!210キロ20年!!（1985年11月16日。東海道新幹線開業20周年記念。ナレーター：古舘伊知郎、ゲスト出演：田淵幸一（当時西武ライオンズ内野手）、星由里子、王貞治（当時読売ジャイアンツ監督）。星は常に新幹線内で脚本を執筆していた亡き夫：花登筺の事を話し、また王は現役時代の1973年10月、巨人V9に僅かな望みを乗せて新幹線で移動中の事を話した）
- 女優・吉永小百合（1986年1月11日）
- ハレー彗星が来る！

## ネット局
系列は本枠終了時点・ネット終了時点のもの。
| 放送対象地域   | 放送局         | 系列                   | 備考                                                                                         |
| -------------- | -------------- | ---------------------- | -------------------------------------------------------------------------------------------- |
| 関東広域圏     | 東京放送       | TBS系列                | 製作局、現在：TBSテレビ                                                                      |
| 北海道         | 北海道放送     | TBS系列                |                                                                                              |
| 青森県         | 青森テレビ     | TBS系列                |                                                                                              |
| 岩手県         | 岩手放送       | TBS系列                | 現在：IBC岩手放送                                                                            |
| 宮城県         | 東北放送       | TBS系列                |                                                                                              |
| 福島県         | 福島テレビ     | フジテレビ系列         | 1983年9月まで、1983年3月までTBS系列とのクロスネット局                                        |
| 福島県         | テレビユー福島 | TBS系列                | 1983年12月開局から                                                                           |
| 新潟県         | 新潟放送       | TBS系列                |                                                                                              |
| 長野県         | 信越放送       | TBS系列                |                                                                                              |
| 山梨県         | テレビ山梨     | TBS系列                |                                                                                              |
| 静岡県         | 静岡放送       | TBS系列                |                                                                                              |
| 石川県         | 北陸放送       | TBS系列                |                                                                                              |
| 中京広域圏     | 中部日本放送   | TBS系列                | 現在：CBCテレビ                                                                              |
| 近畿広域圏     | 毎日放送       | TBS系列                |                                                                                              |
| 島根県・鳥取県 | 山陰放送       | TBS系列                |                                                                                              |
| 岡山県・香川県 | 山陽放送       | TBS系列                | 現在：RSK山陽放送、1983年3月までは岡山県のみの放送                                           |
| 広島県         | 中国放送       | TBS系列                |                                                                                              |
| 山口県         | テレビ山口     | TBS系列 フジテレビ系列 | 水曜時代にはフジテレビの『平岩弓枝ドラマシリーズ』を同時ネットしていたため、遅れネットで対応 |
| 高知県         | テレビ高知     | TBS系列                |                                                                                              |
| 福岡県         | RKB毎日放送    | TBS系列                |                                                                                              |
| 長崎県         | 長崎放送       | TBS系列                |                                                                                              |
| 熊本県         | 熊本放送       | TBS系列                |                                                                                              |
| 大分県         | 大分放送       | TBS系列                |                                                                                              |
| 宮崎県         | 宮崎放送       | TBS系列                |                                                                                              |
| 鹿児島県       | 南日本放送     | TBS系列                |                                                                                              |
| 沖縄県         | 琉球放送       | TBS系列                |                                                                                              |